# Meliandou
Meliandou falu Guinea déli részén, a Guineai-felvidék erdős területén, a Sierra Leone-i és a libériai határ közelében, nem messze Guéckédougou-tól. 2013 decemberében az egészségügyi kutatók álláspontja szerint innen indult el a világtörténelem legpusztítóbb Ebola-járványa.
A járvány nulladik betege, Émile, egy kétéves kisfiú 2013. december 6-án meghalt, majd rövidesen édesanyja, Sia, hároméves nővére, és nagymamájuk, Koumba is megbetegedett és elhalálozott. A falu gyógyítói és a temetésre érkezők hamarosan szétterjesztették a vírust a környező falvakban.